# Colors II
Colors II è il decimo album in studio del gruppo musicale statunitense Between the Buried and Me, pubblicato il 20 agosto 2021 dalla Sumerian Records.

## Tracce
Testi e musiche dei Between the Buried and Me.
1. Monochrome – 3:14
2. The Double Helix of Extinction – 6:16
3. Revolution in Limbo – 9:12
4. Fix the Error – 5:00
5. Never Seen/Future Shock – 11:41
6. Stare into the Abyss – 3:53
7. Prehistory – 3:07
8. Bad Habits – 8:43
9. The Future Is Behind Us – 5:22
10. Turbulent – 5:56
11. Sfumato – 1:09
12. Human Is Hell (Another One with Love) – 15:07

## Formazione
Gruppo
- Dan Briggs – basso, tastiera
- Blake Richardson – batteria, voce (traccia 3)[2]
- Tommy Rogers – voce, tastiera
- Paul Waggoner – chitarra
- Dustie Waring – chitarra

Altri musicisti
- Mike Portnoy – primo assolo di batteria (traccia 4)
- Navene Koperweis – secondo assolo di batteria (traccia 4)
- Ken Schalk – terzo assolo di batteria (traccia 4)

Produzione
- Between the Buried and Me – produzione
- Jamie King – produzione, ingegneria del suono
- Jens Bogren – missaggio
- Ricardo Borges – assistenza al missaggio
- Tony Lindgren – mastering
- Kevin King – produzione aggiuntiva del montaggio
- Thomas Cuce – ingegneria aggiuntiva parti di Portnoy
- Jason Prushko – ingegneria aggiuntiva parti di Schalk